# Europese kampioenschappen acrobatische gymnastiek 2001
De Europese kampioenschappen acrobatische gymnastiek 2001 waren door Union Européenne de Gymnastique (UEG) georganiseerde kampioenschappen voor acrogymnasten. De 20e editie van de Europese kampioenschappen vond plaats van 10 tot 12 mei 2001 in het Portugese Faro.
1978 ·
1979 ·
1980 ·
1982 ·
1984 ·
1985 ·
1986 ·
1987 ·
1988 ·
1989 ·
1990 ·
1991 ·
1992 ·
1993 ·
1994 ·
1995 ·
1996 ·
1997 ·
1999 ·
2001 ·
2003 ·
2005 ·
2007 ·
2009 ·
2011 ·
2013 ·
2015 ·
2017 ·
2019 ·
2021 ·